# Étang de Saint-Quentin
Étang de Saint-Quentin er en kunstig sø på omkring 150 ha, der ligger cirka 20 km sydvest for Paris, i departementet Yvelines. Søen blev anlagt i slutningen af 1600-tallet som reservoir for søerne i haveanlægget ved Versailles. Akvædukten, der forbandt Étang de Saint-Quentin med Versailles, blev afskåret i 1978 i forbindelse med etableringen af byen Saint-Quentin-en-Yvelines.